# Salins (Zwitserland)
Salins is een gemeente en plaats in het Zwitserse kanton Wallis, en maakt deel uit van het district Sion.
Salins telt x inwoners.